# Passeport émirien
Le passeport émirien est un document de voyage international délivré aux ressortissants émiriens, et qui peut aussi servir de preuve de la citoyenneté émirienne. De plus, c'est le passeport le plus puissant du Moyen-Orient (sans compter Chypre).

## Types
Il existe plusieurs types de passeports émiratis:
- Passeport ordinaire (couverture bleu marine) : délivré aux citoyens des EAU.
- Passeport spécial (couverture verte) : délivré aux membres du Conseil national fédéral, aux hauts fonctionnaires retraités et à leur famille. Ce passeport peut également être délivré par une décision fédérale du Conseil fédéral suprême aux représentants de l'État émirien. Ce passeport a le même régime de visa que le passeport diplomatique.
- Passeport diplomatique (couverture rouge) : délivré aux membres de la famille royale et aux diplomates en poste dans les ambassades émiraties à l'étranger, ainsi qu'aux hauts fonctionnaires du pouvoir exécutif et à leur famille pendant leur période de service.
- Passeport de service ou temporaire (couverture cyan) : délivré aux citoyens et aux non-ressortissants pour une période déterminée afin d'accomplir un service ou une tâche particulière présentant un intérêt pour l'État. Ce passeport, s'il est délivré à des non-ressortissants, ne confère pas de droit de séjour dans les EAU.
- Passeport d'urgence (couverture grise) : délivré aux citoyens des EAU qui ont perdu leur passeport à l'étranger ou leur carte d'identité dans le CCG ou dont le passeport a expiré à l'étranger ou délivré en cas de catastrophe naturelle ou d'évacuation.

## Aspect physique
La première et la dernière page sont faites de papier dur, plus épais que celui de l'ancien passeport - une mesure qui lui permet de rester en bon état jusqu'à l'expiration du passeport. La première page contient une aquarelle représentant le cadre extérieur de la mosquée Sheikh Zayed et la dernière page contient un dessin de la mosquée proprement dite avec les dômes et les colonnes. La page d'identité du passeport comporte toutes les informations imprimées et plastifiées. Les nouveaux passeports contiennent des données permettant de résoudre le problème de la duplication des noms, qui est l'un des plus gros problèmes qui existait avec les anciens passeports.
Comme les passeports d'autres États dont la langue officielle s'écrit de droite à gauche, le passeport émirati s'ouvre également du côté gauche. Le coût d'un passeport émirien est de 50 AED (13,60 USD).

### Page d'information sur l'identité
La deuxième page d'un passeport émirien est plastifiée pour des raisons de sécurité et comprend les données suivantes :
- Photo du titulaire du passeport (4x6 cm)
- Type de document (P = passeport)
- Code du pays émetteur (ARE = Émirats arabes unis)
- Numéro du passeport
- Nom complet
- Date de naissance
- Sexe
- Nationalité
- Lieu de naissance
- Date de délivrance
- Date d'expiration
- Autorité qui a délivré le passeport
- Signature du titulaire

La page se termine par une zone de lecture automatique de deux lignes, conformément à la norme 9303 de l'OACI. Le code pays est ARE, comme le code pays standard pour les Émirats arabes unis.